# Leucodon felipponei
Leucodon felipponei là một loài Rêu trong họ Leucodontaceae. Loài này được Thér. mô tả khoa học đầu tiên năm 1941.